# Julie Hubert
Julie Hubert, née en 1968 à New Richmond, en Gaspésie, dans la province de Québec, est une écrivaine québécoise.

## Biographie
Après avoir terminé une maîtrise en littérature québécoise, Julie Hubert part vivre en Europe où elle travaille comme bibliothécaire à l'institut français de Vienne en Autriche.
En 1995, elle se découvre une véritable passion pour le débarquement de Normandie  au cours d'une visite sur les plages du débarquement et au mémorial de Caen. Le 19 avril 2000, dans le cadre d'une conférence sur le débarquement en Normandie, Julie Hubert fait la connaissance de Marcel Auger, un vétéran québécois de la Seconde Guerre mondiale. Complètement sous le charme, elle aborde l'homme et lui propose d'écrire son histoire. De cette rencontre naît le livre La peur au ventre qui est publié en 2006.
En 2009, elle publie Les Retrouvailles chez Libre Expression.
Son blogue À l'orée de la ville (juliehubert.net) fait l'apologie de la vie en bungalow.